# フランツィスカ・ブッフ
フランツィスカ・ブッフ（Franziska Buch、1960年11月15日 - ）は、ドイツの映画監督。

## 作品
- 飛ぶ教室
- エーミールと探偵たち
- 小さな魔法使いと秘密の城 リトル・ウィッチ2